# Jake Graf
Jake Graf – angielski aktor, scenarzysta, reżyser i działacz na rzecz praw osób transpłciowych. Graf specjalizuje się w krótkometrażowych filmach o tematyce problemów osób transpłciowych, które przedstawiają doświadczenia osób queer oraz trans szerszemu gronu odbiorców. Wiele filmów Grafa podkreśla codzienne przeżycia transpłciowych mężczyzn.

## Wczesne życie
Jake Graf urodził się w Londynie. Według siebie samego od najmłodszych lat otwarcie wyrażał to, że był chłopcem, mimo wychowania i traktowania jako dziewczynka. Czując, że brakuje mu części które mieli inni chłopcy, w dzieciństwie był odizolowany i samotny. W okresie dojrzewania nauczył się te uczucia ukrywać.

## Kariera
Pierwszym dziełem Grafa w branży był scenariusz opisujący jego doświadczenia związane z tranzycją w płeć męską. Filmy krótkometrażowe, takie jak X-WHY (2011), Brace (2015) i Chance (2015) dały reżyserowi sposób na otwarcie się na swoją tożsamość płciową, wyjaśniając proces i doświadczenie bycia osobą transpłciową.
Graf i jego żona są działaczami na rzecz praw osób transpłciowych.

## Nagrody i wyróżnienia
Graf został pierwszym transpłciowym reżyserem, który pojawił się na okładkach czterech magazynów, włączając w to QX. Napisał on również artykuł dla Cosmopolitan  "17 things you should never say to a trans person" ("17 rzeczy, których nigdy nie powinieneś mówić osobie trans"), po czym wystąpił w paru swoich filmach krótkometrażowych. W 2015 został zaproszony do Białego Domu, aby wziąć udział w wywiadzie z prezydentem Barackiem Obamą. W 2016, Graf został przedstawiony w Magazynie G Zone, Tureckim LGBT Magazine oraz został oficjalną twarzą FTM Magazine przed rozpoczęciem tranzycji w wieku 28 lat. Ten proces był inspiracją jego pierwszego krótkometrażowego filmu z 2011 roku, X-Why.
W 2015, Graf był jedną z 101 osób nominowanych do Rainbow Award, przyznawanej wybitnym osobom LGBT+ w Wielkiej Brytanii. Nominacja jest wyrazem uznania dla pracy Grafa w podnoszeniu świadomości o transpłciowości i queer poprzez filmy.

## Życie prywatne
Graf zaczął tranzycję w wieku 28 lat. Wraz z żoną, Hannah Winterbourne, ogłosili w 2017 po oświadczynach w Nowym Jorku zaręczyny.
Hannah Winterbourne jest inżynierką w brytyjskiej armii, oraz najwyżej postawioną transpłciową oficerką. Para wyraziła chęć posiadania dziecka, które miałoby być urodzone poprzez surogację.
Dziecko Grafa i Winterbourne urodziło się przez surogatkę (używającą zamrożonych przed tranzycją jajeczek Grafa) 16 kwietnia 2020.

## Filmografia

### Filmy
- Colette(inne języki) (2018) jako Gaston Arman de Caillavet

### Filmy krótkometrażowe

#### Brace(2015)
Brace to krótkometrażowy film o tematyce transpłciowości napisany przez Jake'a Grafa. Film skupia się na relacji Adama (Jake Graf) oraz Rocky'ego (Harry Rundle). W trakcie filmu mężczyźni się w sobie zakochują. Adam ma sekret, ale boi się czy jego partner go kiedykolwiek zaakceptuje. Z filmu jasno wynika, że obaj chcą być akceptowani w społeczeństwie, ale najpierw muszą zaakceptować sami siebie. Film był określany jako "ulubiony film festiwali queerowych".
Brace jest luźno oparte na doświadczeniach Grafa dotyczących tranzycji. Według Grafa nazwa Brace nawiązuje do relacji między głównymi bohaterami, którą opisuje jako „para, związek”, ale także nawiązuje do motywu filmu, jakim jest np. przygotowanie się na wpływ niespodziewanych wiadomości (to brace oneself - przygotować się na coś). Tytuł odnosi się również do rodzaju wsparcia, które służy wzmocnieniu konstrukcji (brace jako klamra, tężnik).

#### Chance(2015)
Protagonista Trevor zaczyna odczuwać, że jego życie nie ma znaczenia po śmierci jego żony. Zaczyna czuć się bardzo samotny, dopóki nie spotyka kogoś, kto boryka się z takimi samymi problemami – zaczynają przeżywać swoje życie na nowo.
Chance zostało wyreżyserowane przez Grafa i było pokazane na 35 różnych festiwalach filmowych.

#### Dusk(2017)
Dusk to 15-minutowy film o mężczyźnie urodzonym w kobiecym ciele w latach 50, który przez nacisk społeczeństwa w tamtych czasach, przez całe życie żyje w ciele kobiety. Graf przy produkcji tego filmu zainspirował się e-mailem, który dostał od transpłciowej kobiety, która podzieliła się swoimi przeżyciami z 70 lat życia jako gej.